# Bac (Rapper)

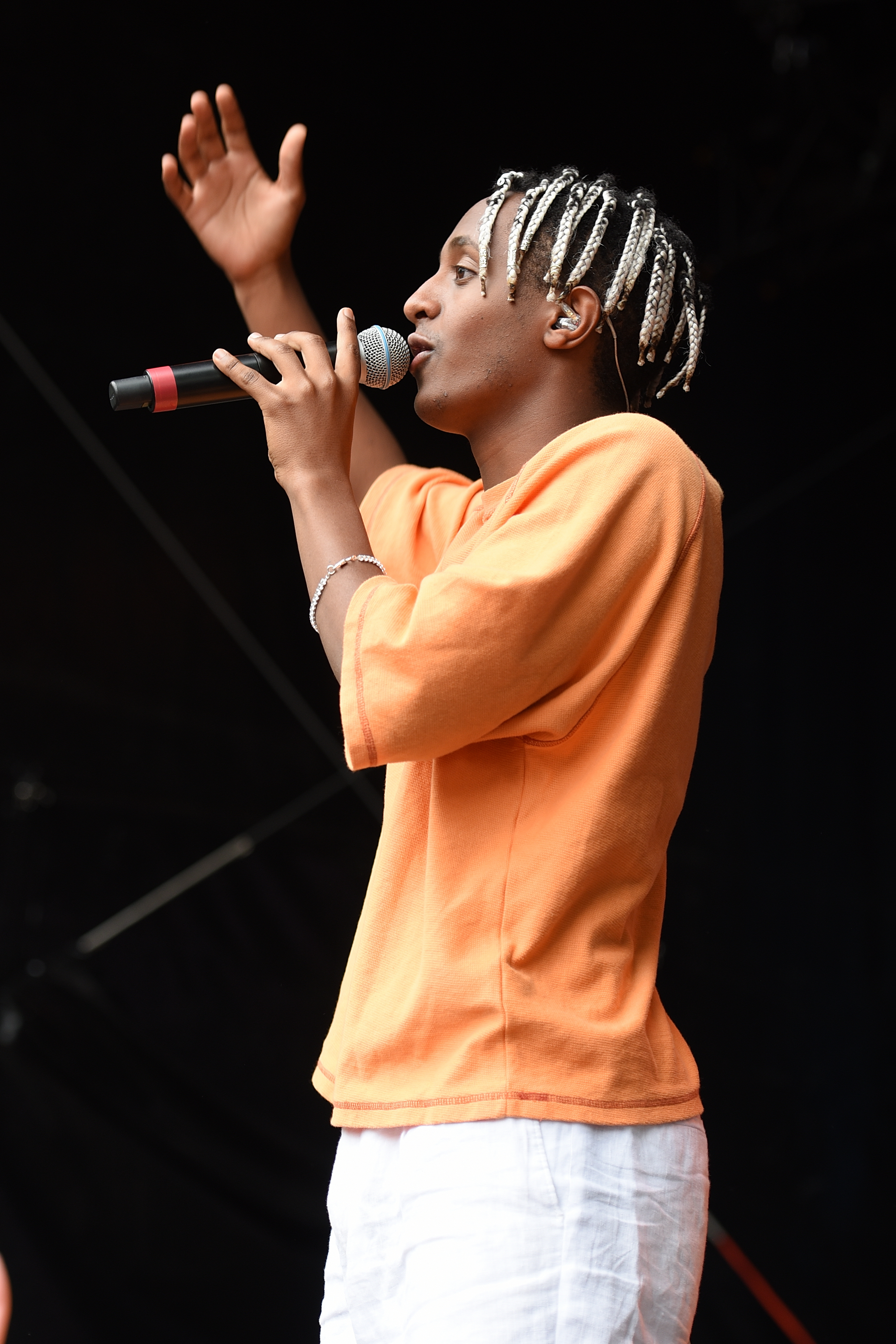
BAC bei Bochum Total 2025

Bac (* 2005 in Äthiopien; bürgerlich Samuel Ashenafi Bach, Eigenschreibweise: bac, ausgesprochen bi ey ßi) ist ein österreichischer Singer-Songwriter und Rapper. Er besitzt die deutsche Staatsbürgerschaft.

## Leben
Bac wurde in Äthiopien geboren. Er wuchs als Sohn deutscher Adoptiveltern in Villach in Österreich auf und lernte mit sechs Jahren Klavier. Auch weitere Instrumente brachte er sich selbst bei und er gilt als Künstler mit absolutem Gehör. Bei einem Familienurlaub in Deutschland lernte er mit 14 Jahren die Deutschrap-Szene kennen und beschloss eigene Songs zu produzieren. Das musikalische Handwerk brachte er sich autodidaktisch bei. 2021 folgten erste Auftritte in Österreich und der Schweiz. Im selben Jahr erschien seine Debütsingle Dreams & Prophecies. 
Sein eigentlicher Durchbruch gelang ihm drei Jahre später mit dem stark reduzierten und entschleunigten Popsong Rosaroter Tee. Bac ist einer von insgesamt 10 Künstlerinnen und Künstlern auf der Artists To Watch 2025 Liste von Amazon Music und DIFFUS. Im Herbst 2025 spielt er seine erste Solotour.

## Diskografie

### EPs
- 2023: Late Night Files (Big Boys Business)
- 2024: Manchmal so, Manchmal so (Universal Music)

### Singles
- 2021: Dreams & Prophecies
- 2021: NoLove
- 2022: Weil du’s bist
- 2022: Nicht erreichen
- 2022: Hoodie von Elevate
- 2022: Naruto Classic
- 2022: Ich bin jetzt weg
- 2022: Cop Slides
- 2022: Itachi Flow
- 2022: On God
- 2022: Laufe mit den Boys
- 2022: DND
- 2022: 2001/2002
- 2022: 2077
- 2022: 00:31
- 2022: Commitment Issues
- 2023: Daydreaming (mit Lea)
- 2023: Geekin
- 2023: Red Pill
- 2023: Late Night Thoughts
- 2023: Was du willst/brauchst
- 2023: Day Ones
- 2023: So so laut
- 2023: Hokage Flow
- 2023: Anders Anders
- 2023: Kleines Ego
- 2023: Pinke TNs
- 2023: Bald geschafft
- 2024: Ich hab noch nie
- 2024: Nächte in der Crib werden kalt (mit Alfons)
- 2024: In der Zeit verlieren (mit Alfons)
- 2024: Achterbahnfahrten im Kopf (mit Alfons)
- 2024: Lisa Hahn
- 2024: Ach du liebe Zeit
- 2024: Rosaroter Tee
- 2025: Jemand